# Athemus rolciki
Athemus rolciki es una especie de coleóptero de la familia Cantharidae.

## Distribución geográfica
Habita en Megalaya (India).